# Lanhouarneau
Lanhouarneau [lɑ̃nwaʁno] (en breton : Lanhouarne) est une commune du département du Finistère, dans la région Bretagne, en France.

## Géographie
Lanhourneau est situé dans le Léon dans le nord du département du Finistère. Son finage est limité au sud par le petit fleuve côtier la Flèche.
| Plouider     | Plounévez-Lochrist |               |
| Saint-Méen   | Lanhouarneau       | Saint-Vougay  |
| Plounéventer |                    | Saint-Derrien |

### Climat
Pour des articles plus généraux, voir Climat de la Bretagne et Climat du Finistère.
En 2010, le climat de la commune est de type climat océanique franc, selon une étude du CNRS s'appuyant sur une série de données couvrant la période 1971-2000. En 2020, Météo-France publie une typologie des climats de la France métropolitaine dans laquelle la commune est exposée à un climat océanique et est dans la région climatique  Finistère nord, caractérisée par une pluviométrie élevée, des températures douces en hiver (6 °C), fraîches en été et des vents forts. Parallèlement l'observatoire de l'environnement en Bretagne publie en 2020 un zonage climatique de la région Bretagne, s'appuyant sur des données de Météo-France de 2009. La commune est, selon ce zonage, dans la zone « Monts d'Arrée », avec des hivers froids, peu de chaleurs et de fortes pluies.
Pour la période 1971-2000, la température annuelle moyenne est de 11,4 °C, avec  une amplitude thermique annuelle de 10 °C. Le cumul annuel moyen de précipitations est de 1 076 mm, avec 16,6 jours de précipitations en janvier et 8,4 jours en juillet. Pour la période 1991-2020, la température moyenne annuelle observée sur la station météorologique la plus proche, située sur la commune de Ploudaniel à 9 km à vol d'oiseau, est de 11,6 °C et le cumul annuel moyen de précipitations est de 1 146,8 mm,. Pour l'avenir, les paramètres climatiques de la commune estimés pour 2050 selon différents scénarios d’émission de gaz à effet de serre sont consultables sur un site dédié publié par Météo-France en novembre 2022.

## Urbanisme

### Typologie
Au 1er janvier 2024, Lanhouarneau est catégorisée bourg rural, selon la nouvelle grille communale de densité à 7 niveaux définie par l'Insee en 2022.
Elle est située hors unité urbaine et hors attraction des villes,.

### Occupation des sols

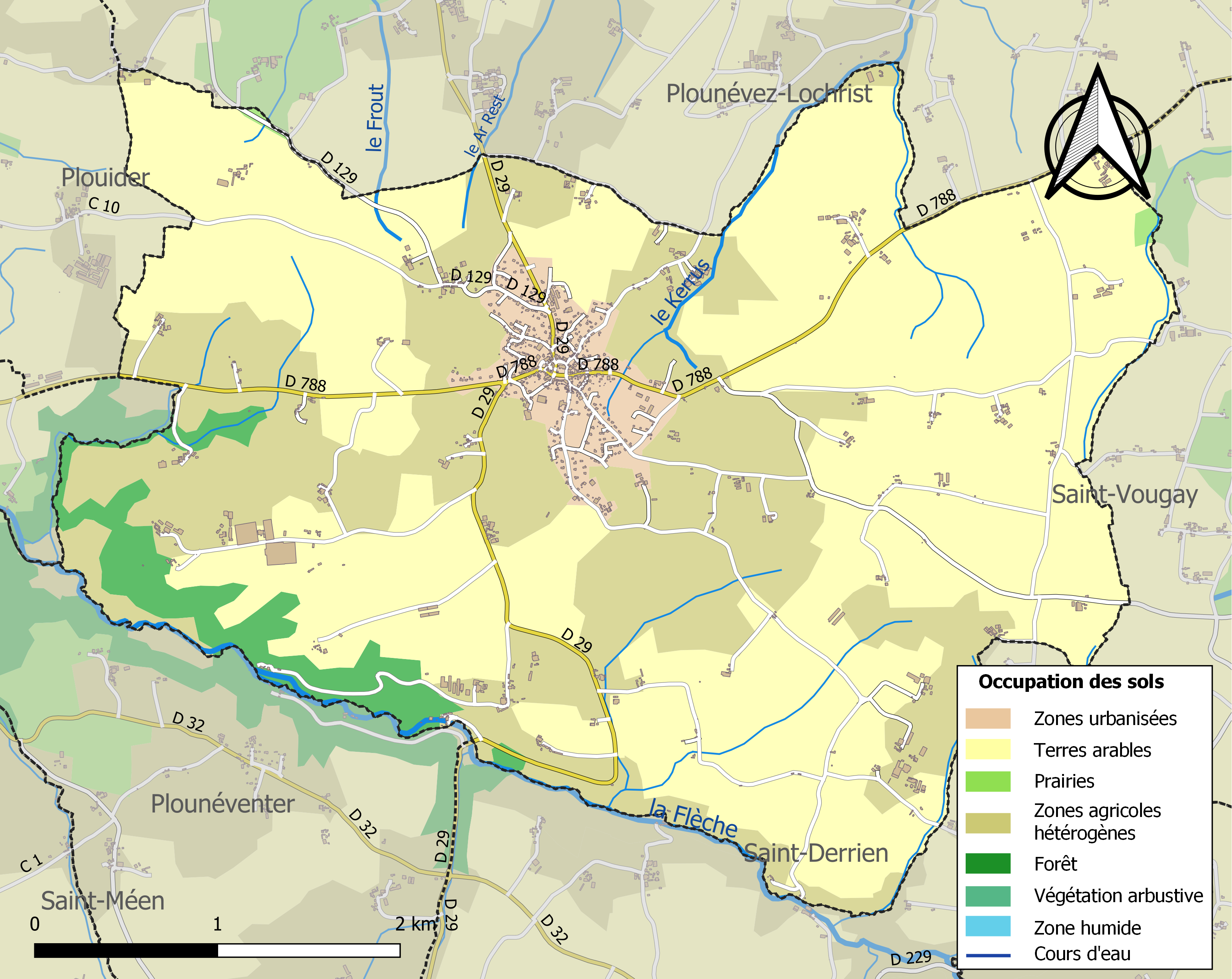
Carte des infrastructures et de l'occupation des sols de la commune en 2018 (CLC).

L'occupation des sols de la commune, telle qu'elle ressort de la base de données européenne d’occupation biophysique des sols Corine Land Cover (CLC), est marquée par l'importance des territoires agricoles (91,3 % en 2018), en diminution par rapport à 1990 (93,6 %). La répartition détaillée en 2018 est la suivante : 
terres arables (59 %), zones agricoles hétérogènes (32,1 %), zones urbanisées (4,5 %), forêts (4,3 %), prairies (0,2 %).
L'IGN met par ailleurs à disposition un outil en ligne permettant de comparer l’évolution dans le temps de l’occupation des sols de la commune (ou de territoires à des échelles différentes). Plusieurs époques sont accessibles sous forme de cartes ou photos aériennes : la carte de Cassini (XVIIIe siècle), la carte d'état-major (1820-1866) et la période actuelle (1950 à aujourd'hui).

## Toponymie
Le nom de la localité est attesté sous les formes Lanhoarneu vers 1330, Landa Hoervei en 1384 et en 1467, Lanhouarneau en 1426 et en 1481.
Lanhouarneau vient du breton lan (ermitage, monastère) et de Houarneau (Hervé le saint).

## Histoire

### Origines

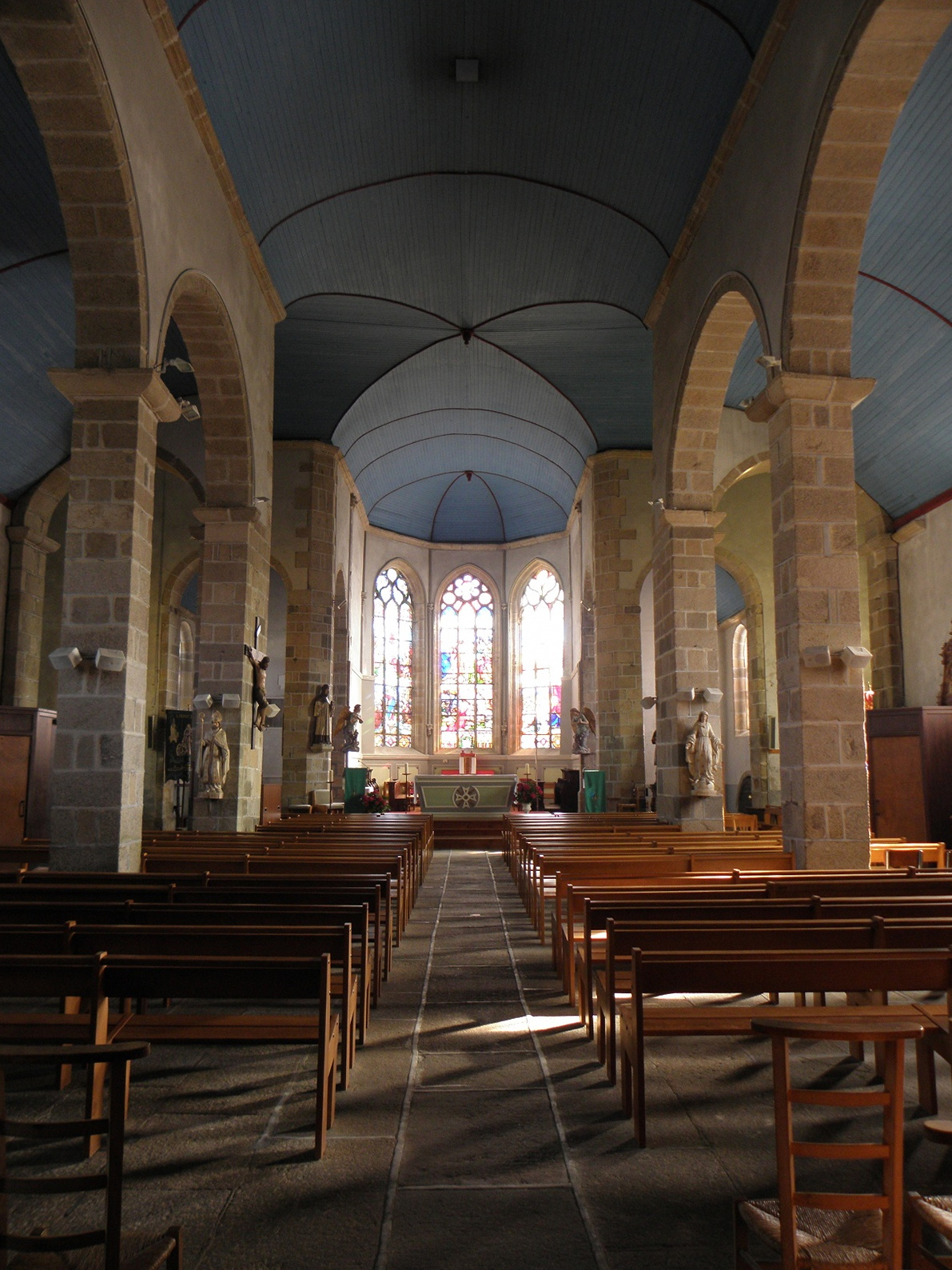
Intérieur de l'église Saint-Hervé.

Saint Houarneau ou saint Houarné, plus connu sous le nom de saint Hervé, fils d'Hyvarnion (ou Harvion) et de Rivanone. Hyvarnion était un barde originaire de l'île de Bretagne (Grande-Bretagne actuelle) qui aurait vécu un moment à la cour du roi franc Childebert. Il aurait épousé Rivanone, nièce, sœur ou mère (les sources sont contradictoires) de saint Urfold et leur fils saint Hervé serait né aveugle vers 520.
Ils auraient vécu au manoir de Lanrioul (dénommé aussi dans les anciens textes Lanrigoul ou Lanrigour) en Plouzévédé. Après la mort de son mari, Rivanone se serait établie sur le territoire de Keran (la trève de Tréflaouénan), où elle aurait élevé son fils encore en bas âge. Hervé, après avoir été un disciple du moine Martianus (ou Harchian), aurait été vivre près de son oncle saint Urfold dans un petit monastère du pays d'Ac'h, près de Bourg-Blanc (à l'emplacement de l'actuelle chapelle Saint-Urfold). Quant à Rivanone, elle se retira « en solitude » à Lanhouarneau où elle mourut ; elle fut enterrée là où se trouve l'église paroissiale.
Saint Hervé est surnommé "maître du loup" ("mestr ar bleiz" en breton) à Lanhouarneau.
La paroisse de Lanhouarneau faisait partie de l'archidiaconé de Léon relevant de l'évêché de Léon et était sous le vocable de saint Hervé.

### Époque moderne
Charles Le Bris, né à Lanhouarneau en 1664, décédé le 8 octobre 1736, publie en 1712 un ouvrage de prières et de méditations Heuryou brezounek ha latin, qui fut réédité 35 fois jusqu'au milieu du XIXe siècle.
En 1759, une ordonnance de Louis XV ordonne à la paroisse de Lanhouarneau de fournir 14 hommes et de payer 91 livres pour « la dépense annuelle de la garde-côte de Bretagne ».
Selon Louis Béchameil de Nointel, vers la fin du XVIIe siècle la foire de Lanhouarneau était la troisième plus importante des foires léonardes après celles de La Martyre et du Folgoët ; elle se tenait le premier mai.

### LeXIXesiècle
Trois cadavres, ceux des époux Cuëff et de leur fils François-Marie, sont découverts le 12 février 1899 dans une maison proche du moulin Soul en Lanhouarneau au lendemain de l’incendie de leur demeure. Le 30 avril 1899, le cadavre ensanglanté de Marie-Anne Combot, sa bonne, est trouvé par le meunier Léost qui constate que sa maison, le moulin Soul, a été fouillé et plusieurs objets, ainsi qu’une somme d’argent, dérobés. Jean-Marie Caër, âgé de 28 ans, homme violent et détesté dans la région, est rapidement accusé de ces meurtres (des objets volés sont retrouvés chez lui) et condamné à mort par la Cour d’assises du Finistère le 4 novembre 1899. Sa peine fut commuée en celle de travaux forcés à perpétuité par le président de la République Émile Loubet.

### LeXXesiècle

#### LaBelle Époque
Répondant en 1904 à une enquête de l'inspection académique, un instituteur de Lanhouarneau écrit que « tous les enfants de plus de 10 ans savent le français » ; il ajoute : « Le clergé paroissial est systématiquement opposé à toute idée de progrès. Par esprit de domination, il voudrait maintenir le peuple dans l'ignorance ».
Le 18 novembre 1906, le Conseil municipal de Lanhouarneau « reconnaissant le bien que les religieuses de l'Immaculée Conception ont rendu à notre commune, leur vote des remerciements bien chaleureux et regrette la laïcisation qui s'impose contre la volonté générale de notre population ». Le maire, Alain Drogou, démissionne en 1907 en signe de protestation.
L'émigration vers le Canada.
Le Père Hervé Péran fut entre 1903 et 1910, très actif pour la propagande de l'émigration vers le Canada dans les communes du Léon. Plusieurs familles de Lanhouarneau, très pauvres partent s'installer pour la plupart dans l'Ontario, à Winnipeg.. Beaucouptravaillent sur la construction du Chemin de Fer (National Transcontinental Railway).

#### La Première Guerre mondiale
Des émigrés français-canadiens de Lanhouarneau ont combattu en France lors de la Première Guerre Mondiale sous l'uniforme canadien. On peut citer Jean-Yves Hily (1896-1976) Volontaire francophone du Royal 22e Régiment (22e Bataillon-Canadiens français) qui a été décoré de la Médaille Militaire pour actes de bravoure.
Le monument aux morts de Lanhouarneau porte les noms de 67 soldats morts pour la France pendant la Première Guerre mondiale ; parmi eux, deux (Émile Abjean, décoré de la Croix de guerre, et René Roudaut) sont morts sur le front belge ; trois dans les Balkans dans le cadre de l'Expédition de Salonique (Jean Guivarch en Grèce, René Le Rest en Macédoine, Jean Rosec en Serbie) ; deux sont des marins disparus en mer (Alain Lagattu disparu lors du naufrage du croiseur cuirassé Amiral Charner et Yves Parc, disparu lors du naufrage du croiseur cuirassé Léon Gambetta) ; les autres sont morts sur le sol français.
La Seconde Guerre mondiale
Le 20 juin 1940, les allemands réquisitionnent la ferme des Auffret au Bourg, pour y installer la Kommandantur et les écoles, les hôtels, les maisons pour y loger ses troupes. Les allemands feront creuser un fossé anti-char au nord de la commune.
Lors de la Libération, du 2 au 5 août 1944, ont lieu plusieurs parachutages. La nuit du 2, un parachutage d'armes à Kerveguen ar Groaz. Puis la nuit du 4, les parachutistes des S.A.S du 2e Squadron du 3e R.C.P. lors de l'Opération Derry I. Les Résistant du Groupe FFI de Lanhouarneau commandés par Guillaume Roudaut assurent la sécurité-police lors de ces opérations.
Lanhouarneau est libérée le 6 août 1944 par le 50e Bataillon d'Infanterie du Combat Command de la 6e D.B.U.S. venant de Plouvorn et Berven.
Le Pardon de Saint-Hervé, saint patron de Lanhouarneau réunit la population chaque 17 juin. Depuis le voeu formulé le 17 juin 1942, chaque année les noms des prisonniers de guerre revenus sains et saufs sont cités.
Les militaires "Morts Pour La France" : Jean-Yves Bourrigan (Côte-d'Or), Joseph Charlez (Somme), Charles Porhel (Indochine), Guillaume Cléarc'h (Tonkin), Yves Deroff (Mers-el-Kebir), Jean-Marie Le Borgne (Dunkerque) et Edouard Simon, Victime Civile à Brest.

#### L'après Seconde Guerre mondiale
Jean-François Tanguy militaire, est Mort Pour La France en 1949 au Viet-Nam.
L'école privée catholique devient mixte en 1964, ce qui entraîne le dépérissement de l'école publique de garçons qui avait antérieurement trois classes et doit fermer en 1972.

## Politique et administration

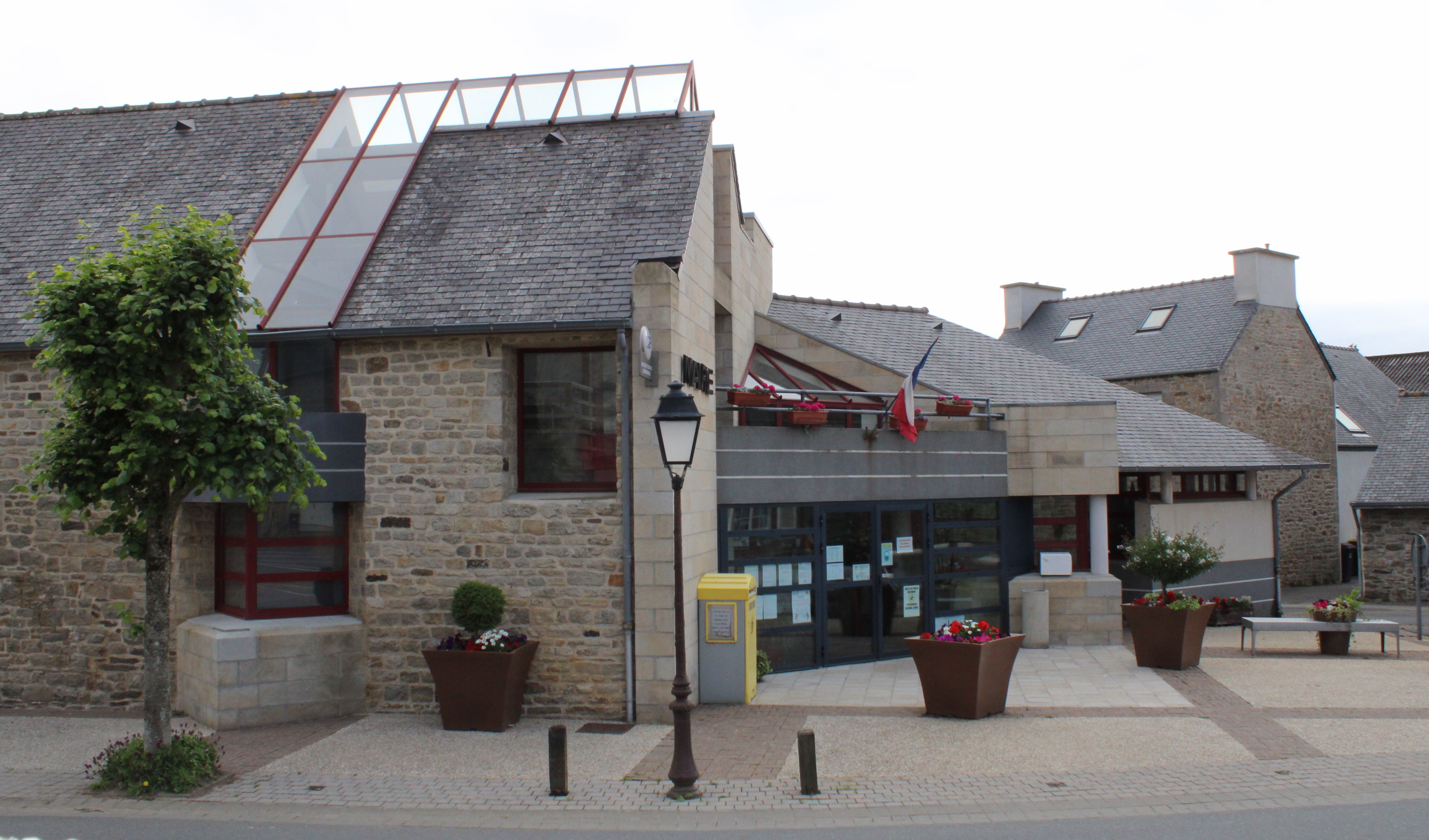
La mairie.

| Période                                  | Période      | Identité         | Étiquette | Qualité     |
| ---------------------------------------- | ------------ | ---------------- | --------- | ----------- |
| mars 2001                                | En cours     | Éric Pennec      | DVD       | Agriculteur |
| février 1986                             | mars 2001    | Denise Michel    |           |             |
| mars 1983                                | février 1986 | Alexis Vourc'h   |           |             |
| mars 1965                                | mars 1983    | Jean Louis Roué  |           |             |
| février 1956                             | mars 1965    | François Siohan  |           |             |
| 1943                                     | janvier 1956 | François Jaffres |           |             |
| 1940                                     | 1943         | Jean Marie Bécam |           |             |
| octobre 1907                             | juillet 1940 | René Méar        |           |             |
| 1896                                     | octobre 1907 | Alain Drogou     |           |             |
|                                          | 1896         | Jean Berthou     |           |             |
| Les données manquantes sont à compléter. |              |                  |           |             |

## Monuments
- Église Saint-Hervé de Lanhouarneau

## Démographie

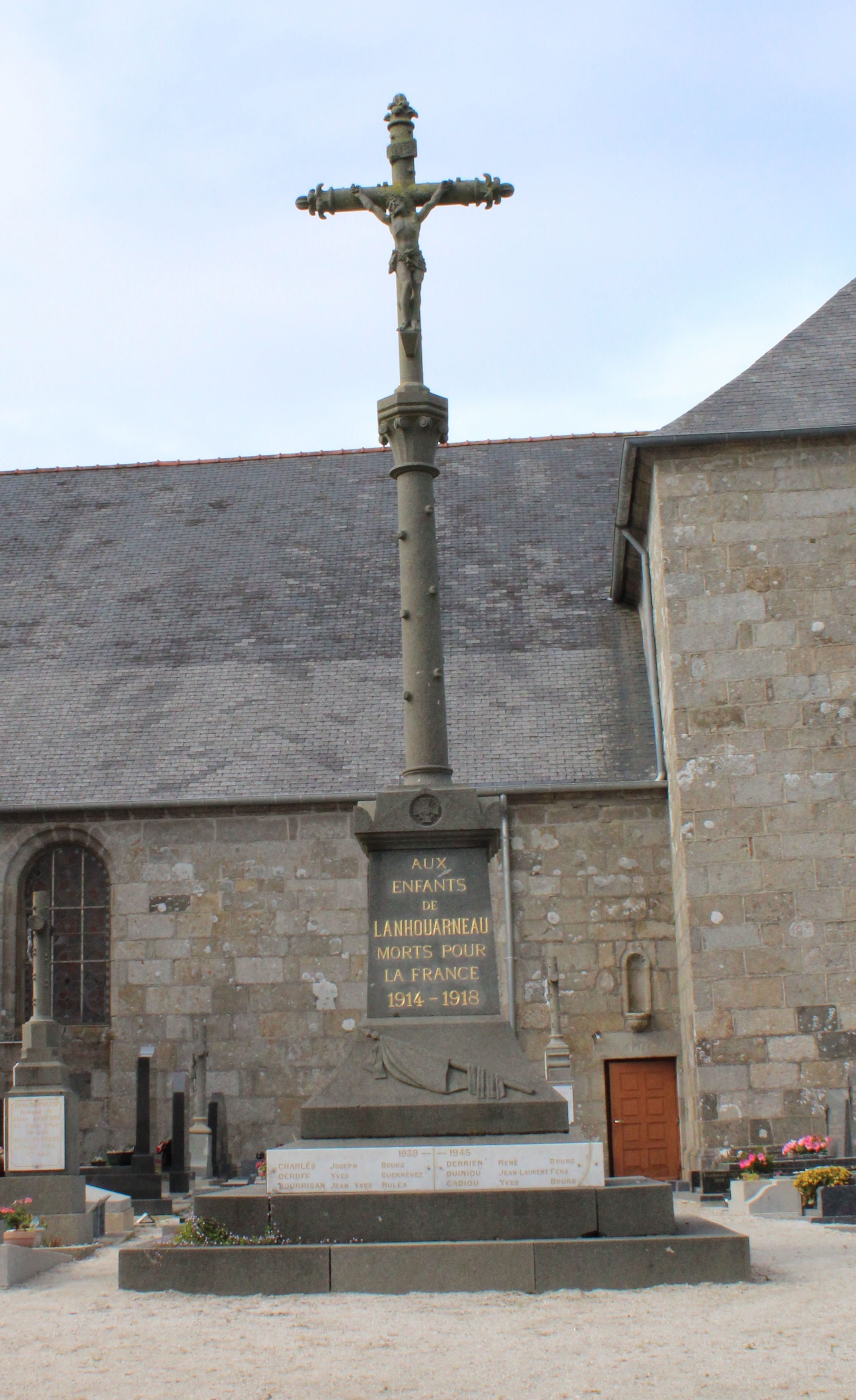
Le monument aux morts

L'évolution du nombre d'habitants est connue à travers les recensements de la population effectués dans la commune depuis 1793. Pour les communes de moins de 10 000 habitants, une enquête de recensement portant sur toute la population est réalisée tous les cinq ans, les populations de référence des années intermédiaires étant quant à elles estimées par interpolation ou extrapolation. Pour la commune, le premier recensement exhaustif entrant dans le cadre du nouveau dispositif a été réalisé en 2007.
En 2022, la commune comptait 1 294 habitants, en évolution de −1,67 % par rapport à 2016 (Finistère : +2,16 %, France hors Mayotte : +2,11 %).
| 1793  | 1800  | 1806  | 1821  | 1831  | 1836  | 1841  | 1846  | 1851  |
| ----- | ----- | ----- | ----- | ----- | ----- | ----- | ----- | ----- |
| 2 736 | 2 108 | 1 863 | 1 712 | 1 134 | 1 057 | 1 241 | 1 368 | 1 345 |

| 1856  | 1861  | 1866  | 1872  | 1876  | 1881  | 1886  | 1891  | 1896  |
| ----- | ----- | ----- | ----- | ----- | ----- | ----- | ----- | ----- |
| 1 182 | 1 337 | 1 292 | 1 268 | 1 215 | 1 178 | 1 206 | 1 204 | 1 256 |

| 1901  | 1906  | 1911  | 1921  | 1926  | 1931  | 1936  | 1946  | 1954  |
| ----- | ----- | ----- | ----- | ----- | ----- | ----- | ----- | ----- |
| 1 239 | 1 328 | 1 340 | 1 512 | 1 521 | 1 389 | 1 334 | 1 280 | 1 107 |

| 1962  | 1968  | 1975  | 1982  | 1990 | 1999 | 2006  | 2007  | 2012  |
| ----- | ----- | ----- | ----- | ---- | ---- | ----- | ----- | ----- |
| 1 112 | 1 058 | 1 029 | 1 032 | 959  | 903  | 1 016 | 1 032 | 1 249 |

| 2017  | 2022  | - | - | - | - | - | - | - |
| ----- | ----- | - | - | - | - | - | - | - |
| 1 308 | 1 294 | - | - | - | - | - | - | - |

## Personnalités liées à Lanhourneau
- Charles Le Bris (né en 1664 à Lanhourneau, décédé le 8 octobre 1736 à Carhaix), prêtre, fut un écrivain en langue bretonne auteur d'une quinzaine d'ouvrages[30].
- Pauline Boutal, née Le Goff (née le 8 septembre 1894 à Lanhouarneau, décédée le 30 avril 1992 à Saint-Boniface, Manitoba, Canada), peintre, illustratrice de mode, créatrice de costumes, scénographe et metteure en scène.
- Kieran Le Borgne (né en 1998). Vice-champion du Monde de Kitefoil (2016). Skipper professionnel Course au Large depuis 2021[31]
- Mickaël Buzaré (1976-), footballeur professionnel originaire de Lanhouarneau.
- Francis Vourc'h était un officier des équipages membre du 1er BFMC et a fait partie du "Commando Kieffer". Il est né le 6 janvier 1913 à Lanhouarneau (Finistère) et décédé le 2 juin 1987 à Brest[32]. Une place du village porte son nom.
- Henriette Saliou (1908 Lanhouarneau-1983) était une Résistance du Réseau Vengeance. Très active grâce à son emploi à la Préfecture du Loiret. Elle a légué un Fonds important sur la Résistance dans le Loiret[33].Son frère Jean-François Saliou, cheminot et Résistant sera fusillé au Mont-Valérien le 30 mars 1944[34].
- Jeanne-Marie Sparfel (1897 Lanhouarneau-1972)[35], Joseph Moigne (1888-1944 Dachau)[36] et leur fils Joseph-Jean Moigne (1925 Lanhouarneau-1971) seront des Résistants du Mouvement Défense de la France à Saint-Pol-de-Léon[37].